# Acido gliossilico
L'acido gliossilico (o acido ossoacetico) è un acido carbossilico recante un gruppo aldeidico unito direttamente al carbossile ed è quindi un composto organico avente formula HCO-COOH. Come tale, partecipa alle reazioni tipiche delle aldeidi e degli acidi carbossilici.
Il composto si ottiene dall'ossidazione dell'acido glicolico o dalla ozonolisi dell'acido maleico. L'acido gliossilico è disponibile in commercio come un monoidrato o in soluzione acquosa.
Quando il carbossile dell'acido gliossilico perde un protone, si converte in gliossilato. Questo composto è un intermedio del ciclo del gliossilato, che permette ad organismi come batteri, funghi e piante di convertire gli acidi grassi in carboidrati. Il gliossilato è il prodotto di scarto del processo di amidazione nella biosintesi di diversi peptidi amidati.